# Эррера, Каролина
Каролина Эррера (исп. Carolina Herrera; род. 8 января 1939) — венесуэльско-американский дизайнер, модельер и предприниматель. В 1980 году основала компанию Carolina Herrera New York.

## Биография
Каролина Эррера родилась в Каракасе, Венесуэла в семье землевладельцев и политических деятелей. В течение 1970-х была признана одной из самых стильных женщин в мире. В 1981 году она переехала с семьёй из Каракаса в Нью-Йорк. Основав свой лейбл Carolina Herrera New York в 1980 году, она одевала Жаклин Кеннеди в течение последних 12 лет её жизни.
В 1987 году Каролина Эррера выпустила свой первый аромат Carolina Herrera. Успех парфюма оказался настолько масштабным, что позволил профинансировать и создание коллекций одежды.
Каролина Эррера является послом доброй воли, помощником межправительственного научно-исследовательского института по использованию морских водорослей (IIMSAM), работающего над противостоянием недоеданию в наименее развитых странах.

Если моя работа над IIMSAM сохранила бы жизнь одному ребёнку из 40,000 детей, которые умирают от недоедания и связанных с этим болезней каждый день, я назвала бы это самым значимым делом моей жизни.
Оригинальный текст (англ.)If my work at the IIMSAM were to save the life of even one child from the forty thousand children that die of malnutrition and related diseases each day, I would consider it the greatest work of my life.
— К. Эррера
В 2003 году Каролина Эррера открыла лейбл CH Carolina Herrera.
Духи фирмы коммерциализируются испанской компанией Puig, производящей модную одежду, парфюмерию и косметику.
В сентябре 2024 года основательница бренда Carolina Herrera Каролина Эррера получит награду на Hispanic Heritage Award в Центре исполнительских искусств имени Джона Ф. Кеннеди.

## Бутики

### Carolina Herrera New York
| Страна         | Город        |
| -------------- | ------------ |
| Великобритания | Лондон       |
| США            | Нью-Йорк     |
| США            | Даллас       |
| США            | Лос-Анджелес |

#### CH Carolina Herrera
| Страна    | Город        |
| --------- | ------------ |
| США       | Коста Меса   |
| США       | Даллас       |
| США       | Хьюстон      |
| США       | Лас-Вегас    |
| Мексика   | Мехико       |
| Мексика   | Канкун       |
| Панама    | Панама       |
| Колумбия  | Богота       |
| Аргентина | Буэнос-Айрес |

| Страна  | Город              |
| ------- | ------------------ |
| Испания | Барселона          |
| Испания | Бильбао            |
| Испания | Ла-Корунья         |
| Испания | Мадрид             |
| Испания | Оренсе             |
| Испания | Овьедо             |
| Испания | Пальма-де-Мальорка |
| Испания | Памплона           |
| Испания | Саламанка          |

| Страна     | Город      |
| ---------- | ---------- |
| Испания    | Севилья    |
| Испания    | Валенсия   |
| Испания    | Вальядолид |
| Испания    | Сарагоса   |
| Испания    | Марбелья   |
| Португалия | Лиссабон   |
| Португалия | Порту      |
| Швейцария  | Женева     |
| ОАЭ        | Дубай      |